# Vintersorg
I Vintersorg sono un gruppo svedese black/viking metal formato nel 1994 sotto il nome di Vargatron. Nei testi, la band parla di argomenti fantasy, mitologici, naturalistici, cosmici e metafisici. Vintersorg significa "Depressione Invernale", ma il nome è stato in realtà preso dalla serie di libri Isfolket di Margit Sandemo dove il personaggio Vintersorg è il figlio di un grande leader pagano.
Il sound dei Vintersorg è cambiato molto nel corso degli anni: inizialmente il gruppo aveva un sound influenzato dal folk metal, mentre più tardi influenzato dall'avantgarde metal. Questa trasformazione può essere maggiormente evidenziata con l'uscita dell'album Cosmic Genesis, e il cambio di sound è progredito anno dopo anno, fino all'ultimo album The Focusing Blur, considerato a tutti gli effetti un album avantgarde.
Insieme al cambio di stile musicale, sono cambiati anche gli argomenti dei testi. In passato i testi erano scritti e cantati in svedese e avevano a che fare con la natura e il paganesimo. Con l'arrivo di Cosmic Genesis, i testi sono scritti e cantati prevalentemente in inglese e ora hanno a che fare con idee scientifiche e argomenti filosofici, trattando argomenti come la metafisica, l'astronomia e l'astrologia.
Vintersorg (alias Andreas Hedlund) compone musica costantemente. È l'uomo immagine di molte band come i Vintersorg, gli Otyg, i Borknagar, gli Havayoth, i Fission, i Cronian e i Waterclime.

## Formazione
- Vintersorg - compositore, voce, chitarra, tastiere
- Mattias Marklund - chitarra
- Simon Lundström - basso

### Altri musicisti
- Vargher - tastiere in Hedniskhjärtad, Till Fjälls, e Ödemarkens Son
- Cia Hedmark - voci femminili in Hedniskhjärtad, Till Fjälls, e Ödemarkens Son e violino in Ödemarkens Son
- Andreas Frank - chitarra solista in För Kung Och Fosterland & Asatider in Till Fjälls
- Nisse Johansson - tastiere aggiuntive in Till Fjälls e sintetizzatore, organo Hammond in Universums Dunkla Alfabet
- Tyr (Jan Erik Torgersen) - basso (in concerto)
- Steve DiGiorgio - basso in Visions from the Spiral Generator e The Focusing Blur
- Asgeir Mickelson - batteria in Visions From The Spiral Generator e The Focusing Blur
- Lars Are Nedland alias Lazare - organo Hammond in Visions From The Spiral Generator e organo Hammond, voce, e scrittore dei testi in The Focusing Blur
- Benny Hägglund - batteria (in concerto) e in Solens Rötter
- Johan Lindgren - basso (in concerto) e in Solens Rötter

## Discografia

### Album in studio
- 1998 - Till Fjälls
- 1999 - Ödemarkens Son
- 2000 - Cosmic Genesis
- 2002 - Visions from the Spiral Generator
- 2004 - The Focusing Blur
- 2007 - Solens Rötter
- 2011 - Jordpuls
- 2012 - Orkan
- 2014 - Naturbål
- 2017 - Till fjälls: Del II

### EP
- 1998 - Hedniskhjärtad